# «Что делать?» или Куйгорож
«Что делать?» или Куйгорож — российский мультипликационный фильм 2007 года. По мотивам мокшанских сказок.
Фильм входит в цикл «Гора самоцветов». В начале мультфильма — пластилиновая заставка «Мы живём в России — Мордовия».

## Сюжет
Мультфильм по мотивам мокшанской сказки «Куйгорож».
В одном мокшанском селе, в старой полуразвалившейся избушке живут дед Пятань и баба Акулья. Из-за своей зависти, лени и жадности они живут бедно, хуже некуда. Не желая работать, Акулья посылает Пятаня в лес, чтобы он нашёл в дупле корявого дуба совиное яйцо, которое зовётся Куйгорожем. Если этого Куйгорожа высидеть, то он будет делать их работу, а они — отдыхать. После долгих приключений в лесу Пятань находит яйцо и приносит его Акулье. Та высиживает яйцо, и оттуда вылупляется Куйгорож — гибрид совы и змеи. Куйгорож потребовал работу, а иначе он всё сломает. Жадные старики сначала просят горшок каши, потом — богатую одежду, а потом — царские хоромы.
В итоге старики получают огромный дворец, похожий на мельницу-дворец в мечтах мужика из мультфильма «Падал прошлогодний снег» и Кремль, роскошный сарай, иноземных животных. Они решают похвастаться соседям, однако те сердятся и закрываются в своих домах. Тогда Акулья решает устроить пир и велит Куйгорожу позвать самых благородных гостей. Однако Куйгорож понимает её по-своему и приносит на своём хвосте ядовитые грибы, сучки́, жёлуди, лягушек, которых превращает в людей-хмырей. Акулья приветствует их и устраивает «пир», на котором все орут непонятные песни под скрипящую граммофонную пластинку и пьют алкоголь.
В итоге Куйгорож просит у пьяных хозяев работы, однако те обзывают его и пинают. Тогда пьяные «гости» превращаются обратно в сучки́, лягушек и так далее, и уходят чуть живыми. А сам Куйгорож кричит: «Ах, та-а-ак?!» и забирает у ленивых хозяев всё богатство, вдобавок даже ломает их скудную избушку и улетает. Наконец из груды досок вылезают Пятань и Акулья в своих обычных сельских одеждах. Пятань спрашивает у жены, что же им теперь делать дальше. Акулья пытается ответить ему, но она кричит голосом Куйгорожа. Уже под конец сюжета можно увидеть, как Куйгорож превращается обратно в яйцо и прячется в дупло дуба, который тут же прячется в землю. Мораль сказки такая: «Кто на Куйгорожа надеется, тому счастья не видать».

## Фестивали и награды
- 2007 — IX Международный фестиваль детского и юношеского кино «Лістападзік-2007» — Приз за лучший анимационный фильм, (Минск)[1].
- 2008 — Премия «Золотой орёл» за лучший анимационный фильм — «Гора самоцветов». Лауреатами премии стала группа режиссёров студии «Пилот»: Инга Коржнева («Крошечка-Хаврошечка»), Сергей Меринов («Куйгорож»), Елена Чернова («Заяц-слуга»), Марина Карпова («Медвежьи истории»), Леон Эстрин («Чепоги»).[2]
- 2008 — ОРФАК «Суздаль»: Приз зрительских симпатий.[3]
- 2008 — XII Всероссийский фестиваль визуальных искусств в «Орлёнке» : Гран-при в номинации «Анимация».[4]
- 2008 — Специальный приз жюри Фестиваля Российского кино «Окно в Европу»[5] «Серебряная ладья» «За освоение новых месторождений» — проекту «Гора самоцветов»[6].
- 2008 — Берлинский международный кинофестиваль : Берлинале, Берлин (Германия).
- 2008 — Международный фестиваль анимационных фильмов в Сеуле : SICAF, Сеул (Южная Корея).
- 2008 — Damascus International Film Festival, Дамаск (Сирия).
- 2008 — Международный фестиваль анимационных фильмов в Анси, Анси (Франция).
- 2008 — Международный фестиваль анимационных фильмов в Хиросиме, Хиросима (Япония).
- 2009 — International Animated Film Festival of Brussels : Anima, Брюссель (Бельгия).
- 2010 — Wissembourg International Film Festival, Висенбург (Франция)[7].

## Съёмочная группа
- Режиссер — Сергей Меринов
- Автор сценария — Сергей Меринов
- Художник-постановщик — Сергей Меринов
- По  картинкам мордовского художника Юрия Дырина
- Художественный руководитель — Михаил Алдашин
- Раскадровка — Наталья Березовая, Сергей Меринов
- В фильме звучит народная мокшанская песенка в исполнении ансамбля «Торама»
- Звукорежиссёр — Игорь Яковель
- Композитор — Алексей Яковель
- Роли исполняли:
  - Кира Крейлис-Петрова — баба Акулья, Куйгорож, рассказчица,
  - Вячеслав Захаров — дед Пятань
- Аниматоры: Алексей Миронов, Александра Левицкая, Евгения Жиркова, Наталья Полетаева, Сергей Меринов, Наталья Акашкина, Анастасия Журавлёва,  Ирина Литманович
- Художники по персонажам: Наталья Акашкина, Дарья Ларионова, Серафим Чёрный
- Художники по фонам: Мария Заикина, Галина Голубева, Дарья Ларионова, Серафим Чёрный
- Ассистент режиссёра — Оксана Фомушкина
- Монтаж — Людмила Коптева
- Съёмка и композинг спецэффекты: Андрей Пучнин, Сергей Василенко
- Директор картины  — Игорь Гелашвили
- Продюсер — Ирина Капличная

Над пластилиновой заставкой работали:  
- Автор сценария — Михаил Алдашин
- Режиссёр — Сергей Меринов
- Художник-постановщик — Галина Голубева
- Аниматоры: Александра Левицкая, Ирина Литманович
- Композитор — Лев Землинский
- Текст читает — Вячеслав Захаров
- Художественный совет проекта:
  - Эдуард Назаров
  - Александр Татарский
  - Михаил Алдашин
  - Валентин Телегин
  - Георгий Заколодяжный
- Руководитель проекта — Александр Татарский
- Генеральный продюсер проекта — Игорь Гелашвили